# 伊薩庫鄉

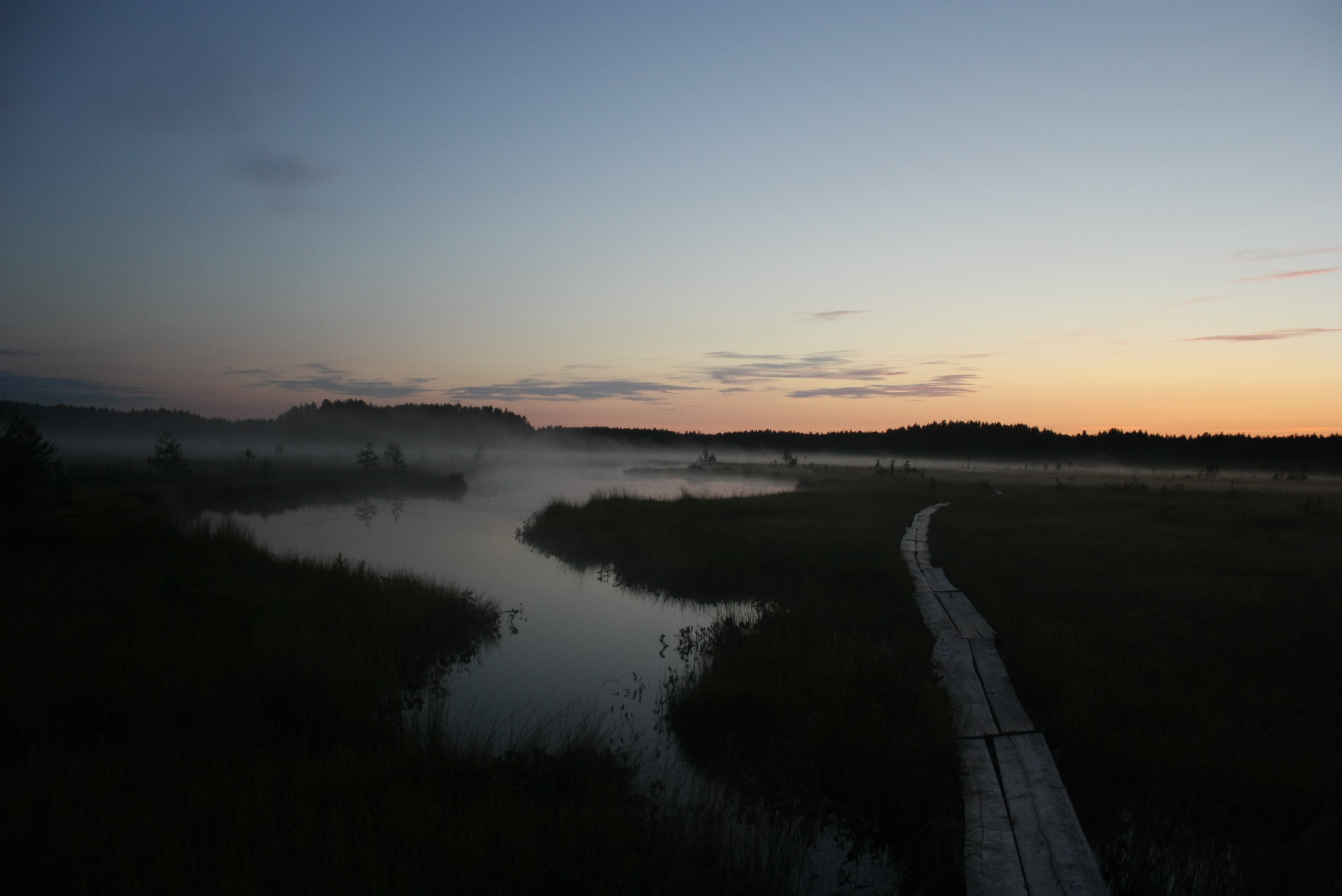

伊薩庫鄉，曾是愛沙尼亞東維魯縣的一個鄉村型市镇，位於該國東北部，行政中心設於伊薩庫，面積258平方公里，2006年人口1,425，人口密度每平方公里6人。
2017年爱沙尼亚行政改革后，伊薩庫市镇与其他市镇一起合并为新的阿卢塔古塞市镇。
59°06′05″N 27°18′29″E / 59.10139°N 27.30806°E